# 福岡県立福岡高等視覚特別支援学校
福岡県立福岡高等視覚特別支援学校（ふくおかけんりつ ふくおかこうとうしかくとくべつしえんがっこう）は、福岡県筑紫野市にある県立の視覚特別支援学校。全国で2校しかない、高等部のみを有する視覚特別支援学校（盲学校）。
福岡県立福岡視覚特別支援学校（幼稚部・小学部・中学部）に隣接している。

## 概要
歴史
1910年（明治43年）に盲唖学校として創立した「福岡県立福岡盲学校」から高等部が分離・独立し1996年（平成8年）に「福岡県立福岡高等盲学校」として開校。2010年（平成22年）に現校名となった。2016年（平成28年）に創立20周年を迎える。
設置課程・学科
本科（修業年限 - 視覚特別支援学校中学部修了後もしくは中学校修了後の3年間）
- 普通科
- 保健理療科 - あん摩マッサージ指圧師の国家試験の受験資格が得られる。
- 生活技能科 - 視覚障害と他の障害をあわせもつ生徒を対象とした職業学科。

専攻科（修業年限 - 本科修了後もしくは高等学校修了後の3年間）
- 保健理療科 - あん摩マッサージ指圧師の国家試験受験資格が得られる。
- 理療科 - あん摩マッサージ指圧師、はり師、きゅう師の国家試験受験資格が得られる。
- 研修科 - 3コース（情報処理コース・産業理療コース・ 再研修コース）

校訓
「敬愛・自立・礼節」
校章
六芒星と梅の花弁、「高」の文字を組み合わせたものとなっている。
附属施設
- 寄宿舎
- 附属施術所（はり・きゅう・マッサージ）

## 沿革
前史
- 福岡県立福岡視覚特別支援学校#沿革を参照。

正史
- 1996年（平成8年）4月1日 - 福岡県立福岡盲学校の敷地内に「福岡県立福岡高等盲学校」が開校。
- 2010年（平成22年）4月1日 - 「福岡県立福岡高等視覚特別支援学校」（現校名）に改称。

## アクセス
最寄りの鉄道駅
- JR九州 鹿児島本線 「天拝山駅」
- 西鉄 天神大牟田線「朝倉街道駅」
  - 下車後徒歩または朝倉街道バス停より西鉄バス40・41・400番「甘木営業所」「杷木」行き乗車。

最寄りのバス停
- 西鉄バス 40・41・400番「視覚特別支援学校前」バス停。

最寄りの幹線道路交差点
- 福岡県道・大分県道112号福岡日田線、福岡県道35号筑紫野古賀線「盲学校入口」交差点。

## 周辺
- 福岡県立福岡視覚特別支援学校
- 福岡県立筑紫高等学校
- 筑紫野市立筑紫野中学校
- 宝満川